# Kallithea

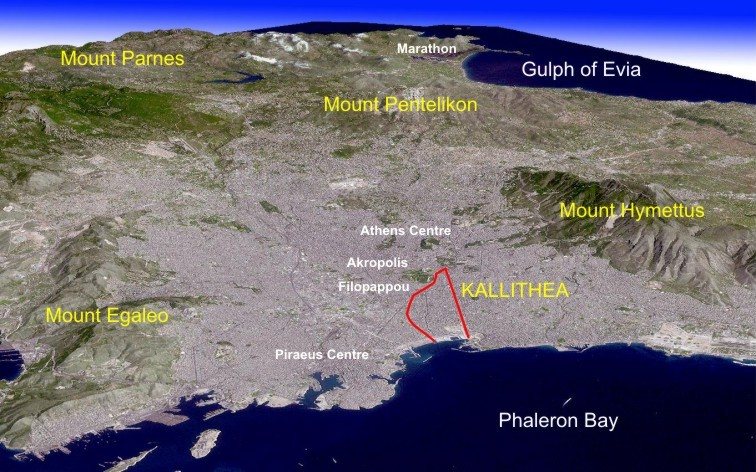
Kallithea markerat på en 3D-karta över Atens storstadsområde

Kallithea (grekiska: Καλλιθέα, på svenska "god utsikt") är en förort till Aten i kommunen Dimos Kallithea i Grekland. Kommunen är den åttonde största i Grekland med 109 609 invånare enligt 2001 års folkräkning. 
Den är den fjärde största staden i Atens storstadsområde efter Aten, Pireus och Peristeri. Efter Neapoli i Neapoli-Sykies är den Greklands näst mest tätbefolkade kommun med 23 080,4 invånare per km². Stadens centrum ligger tre kilometer söder om Atens centrum och tre kilometer nordöst om Piraeus centrum.
Staden grundades genom myndighetsbeslut i december 1884. Ett skjutgalleri byggdes nära stadens centrum, och var en av tre arenor som användes vid 1896 års olympiska spel. Vid 2004 års olympiska spel tog handboll- och taekwondotävlingarna plats i staden, och beachvolleybolltävlingen vid Kallitheas strand.